# Florence (Wisconsin, statisztikai település)
Florence Florence városban található statisztikai település az USA Wisconsin államában, Florence megyében, melynek megyeszékhelye is.. Lakosainak száma 641 fő (2020. április 1.).

## Népesség
A település népességének változása:

| 2010 | 592 |
| 2020 | 641 |